# جيم ماغيري
جيم ماغيري (بالإنجليزية: Jim Maguire)‏ (3 فبراير 1932 في المملكة المتحدة - ) هو مدرب كرة قدم ولاعب كرة قدم بريطاني في مركز جناح. لعب مع كوين أوف ساوث ونادي بريتشين سيتي ونادي دمبرتون ونادي روتشديل ونادي ألوا أثليتيك.